# 1946 en journalisme
Cet article présente les faits marquants de l'année 1946 en journalisme.

## Évènements
- 28 février : Création du quotidien sportif L'Équipe[1].
- Création du magazine sportif France Football[2].
- Création du journal Die Zeit.